# Robert Henri
Robert Henri, nome d'arte di Robert Henry Cozad (Cincinnati, 25 giugno 1865 – New York, 12 luglio 1929), è stato un pittore statunitense.

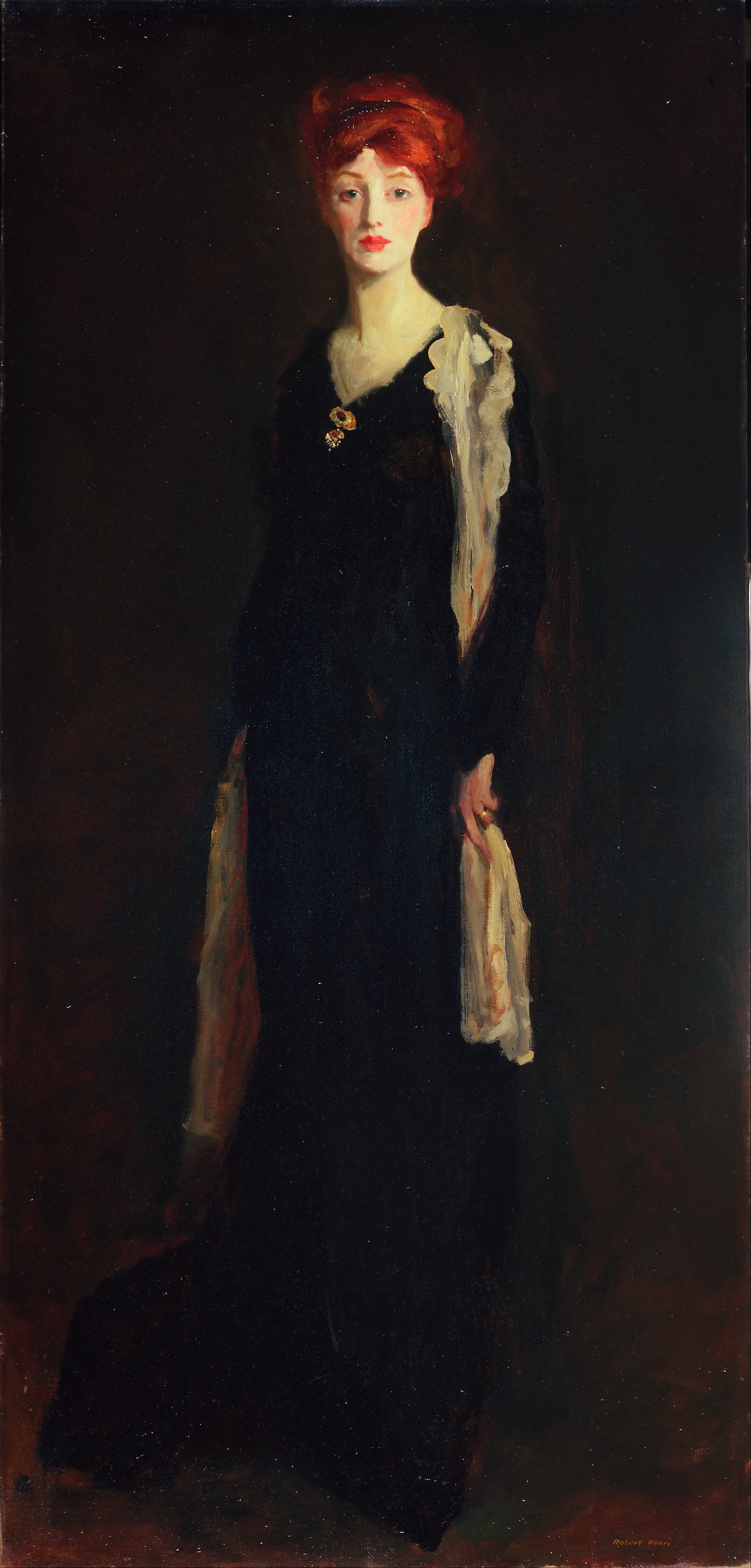
Signora in nero

Fu una figura guida dell'Ashcan School del realismo americano e fondò il gruppo detto "Gli Otto", per protestare conto i criteri conservatori e discriminatori della National Academy of Design.

## Biografia
I suoi genitori erano John Jackson Cozad, scommettitore, imprenditore immobiliare e fondatore della città di Cozzadale, e Theresa Gatewood. Era lontano parente della pittrice Mary Cassatt.
A causa di disavventure familiari, Henri passò gli anni dell'infanzia e della gioventù trasferendosi continuamente negli stati centrali degli Stati Uniti, finché nel 1883 la famiglia si stabilì dapprima a New York e poi ad Atlantic City, dove egli realizzò le sue prime pitture.
Per l'incoraggiamento dei genitori, nel 1886 Henri si iscrisse all'Accademia d'Arte di Filadelfia, dove eseguì dei quadri “en plein air”. Si recò quindi a Parigi nel 1888, dove studiò sotto la guida di William-Adolphe Bouguereau ed ammirò le opere di grandi artisti, come Velázquez, Goya, Hals, Rembrandt, Manet e Whistler.
Conobbe l'impressionismo, il post-impressionismo ed il simbolismo, ma fu proprio l'impressionismo, con la tecnica dell'“en plein air” ed il rifiuto dell'accademismo, ad entusiasmarlo maggiormente.
Dopo aver viaggiato per la Francia, nel 1890 giunse in Italia, ammirandone parte dell'immenso patrimonio artistico.
Nel 1891 tornò a Filadelfia e cominciò ad attrarre un gruppo di artisti, tra cui William Glackens, George Luks, Everett Shinn e John French Sloan, che si incontravano nel suo studio per discutere di arte e cultura e per fare disegni dal vivo; la stima e l'amicizia tra loro durò per tutta la vita.
In questo periodo i suoi temi preferiti furono i paesaggi ed i ritratti, caratterizzati da una pennellata ampia e vivace, con la ferma convinzione che l'arte sia strettamente legata alla vita reale e che il compito dell'artista sia di esprimere sulla tela non solo quello che vede, ma soprattutto quello che prova.
Una costante delle sue opere è il rifiuto di modelli accademici in favore di una profonda ed al tempo stesso spontanea osservazione della realtà; questo vale anche per le opere degli anni successivi, in cui ritrasse principalmente scene urbane e soggetti presi dalla vita di tutti i giorni.
A partire dal 1898 Henri trascorse ancora due anni in Francia, durante i quali si fece notare da diversi collezionisti.
Tornato negli Stati Uniti, si dedicò anche all'insegnamento ed insegnò per il resto della sua vita in diverse e prestigiose scuole di New York, avendo tra i suoi studenti artisti come Edward Hopper, Rockwell Kent, George Bellows, Joseph Stella, Man Ray e Stuart Davis.
Nonostante gli importanti riconoscimenti ottenuti, Henri accusò i membri delle più importanti accademie artistiche statunitensi di pregiudizio e di scarsa volontà di rinnovamento, per aver rifiutato sistematicamente le opere innovative dei suoi allievi. Per questo motivo fondò il gruppo di artisti chiamato "Gli otto" e organizzò diverse mostre in cui furono esposti, insieme alle proprie opere e a quelle del gruppo dei suoi amici di Filadelfia, anche lavori di artisti come Maurice Prendergast, Ernest Lawson e Arthur Davies.
In queste mostre spesso le opere erano esposte in ordine alfabetico per dare risalto allo spirito egualitario che le ispirava.
Robert Henri morì a New York all'età di 64 anni.

## Opere
A Filadelfia Henri iniziò ad attirare un gruppo di seguaci che si incontravano nel suo studio per discutere di arte e cultura, inclusi diversi illustratori del Filadelfia Press che sarebbero diventati noti come i "Philadelphia Four": William Glackens, George Luks, Everett Shinn e John Sloan. Si definivano Charcoal Club. I loro incontri comprendevano disegni dal vero, socializzazione chiassosa e letture e discussioni di Ralph Waldo Emerson, Walt Whitman, Émile Zola, Henry David Thoreau, William Morris Hunt e George Moore.

### Ashcan School
Nel 1895 Henri era arrivato a riconsiderare il suo precedente amore per l'impressionismo, definendolo un "nuovo accademismo". Stava esortando i suoi amici e protetti a creare un'arte nuova e più realistica che si rivolgesse direttamente al loro tempo e alla loro esperienza. Credeva che fosse il momento giusto per i pittori americani di cercare soggetti freschi e meno signorili nella moderna città americana.
I dipinti di Henri, Sloan, Glackens, Luks, Shinn e altri di loro conoscenza ispirati da questa prospettiva alla fine vennero chiamati l'Ashcan School of American art. Respinsero la pittura accademica e l'impressionismo come un'arte di mere superfici. Il critico d'arte Robert Hughes dichiarò che "Henri voleva che l'arte fosse simile al giornalismo. Voleva che la pittura fosse reale come il fango, come le zolle di merda di cavallo e la neve, che gelavano a Broadway in inverno, come un vero prodotto umano come il sudore, portando l'odore non soppresso della vita umana."
I pittori Ashcan iniziarono ad attirare l'attenzione del pubblico nello stesso decennio in cui la narrativa realista di Stephen Crane, Theodore Dreiser e Frank Norris stava trovando il suo pubblico e i giornalisti investigativi stavano richiamando l'attenzione sulle condizioni dei bassifondi.

Neve a New York, 1902, olio su tela, National Gallery of Art, Washington

Per diversi anni Henri divise il suo tempo tra Filadelfia e Parigi, dove incontrò l'artista canadese James Wilson Morrice. Morrice introdusse Henri alla pratica di dipingere pochades su minuscoli pannelli di legno che potevano essere portati in una tasca del cappotto insieme a un piccolo kit di pennelli e olio. Questo metodo facilitava il tipo di raffigurazioni spontanee di scene urbane che sarebbero state associate al suo stile maturo.
Nel 1898 Henri sposò Linda Craige, una studentessa del suo corso d'arte privato. La coppia trascorse i due anni successivi in una lunga luna di miele in Francia, durante la quale Henri preparò le tele da presentare al Salon. Nel 1899 espose "Woman in Manteau" e La Neige ("La Neve"), che fu acquistata dal governo francese per essere esposta al Musée du Luxembourg. Insegnò alla Veltin School for Girls a partire dal 1900 e alla New York School of Art dal 1902, dove tra i suoi studenti figuravano Joseph Stella, Edward Hopper e la sua futura moglie Josephine Nivison, Rockwell Kent, George Bellows, Norman Raeben, Louis D. Fancher e Stuart Davis. Nel 1905 Linda, da tempo in cattive condizioni di salute, morì. Tre anni dopo Henri si risposò. La sua nuova moglie, Marjorie Organ, era una vignettista di ventidue anni del New York Journal. Il ritratto di Marjorie di Henri del 1911, The Masquerade Dress, è uno dei suoi dipinti più famosi ed è esposto nella collezione permanente del Metropolitan Museum of Art.

Nel 1906 Henri fu eletto alla National Academy of Design, ma quando i pittori della sua cerchia furono respinti per la mostra del 1907, accusò i colleghi giurati di parzialità e si allontanò dalla giuria, decidendo di organizzare uno spettacolo tutto suo. In seguito si riferirà all'Accademia come al "cimitero dell'arte".

### The Eight

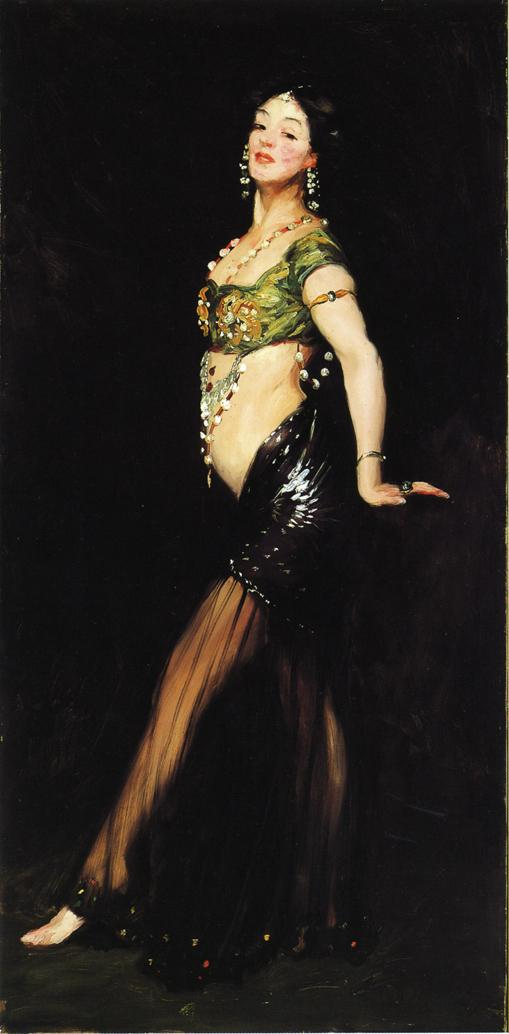
Salome, 1909, John and Mable Ringling Museum of Art, Sarasota, Florida

Nel 1908 Henri fu uno degli organizzatori di una storica mostra intitolata "The Eight" (dal nome degli otto pittori che espongono le loro opere) alle Macbeth Galleries di New York. Oltre alle sue opere e a quelle prodotte dai "Filadelfia Four" (che a quel tempo avevano seguito Henri a New York), furono inclusi altri tre artisti che dipingevano in uno stile diverso e meno realistico: Maurice Prendergast, Ernest Lawson, and Arthur B. Davies. La mostra era intesa come una protesta contro le politiche espositive e la ristrettezza del gusto della National Academy of Design. Lo spettacolo viaggiò poi in diverse città da Newark a Chicago, provocando ulteriori discussioni della stampa sulla rivolta contro l'arte accademica e le nuove idee sugli argomenti accettabili in pittura.
Henri era, a questo punto, al centro del gruppo che sosteneva la rappresentazione della vita urbana nella sua forma più dura ed esuberante. I gusti conservatori furono necessariamente affrontati. Riguardo alla Salome di Henri del 1909, il critico Hughes osservò:
Nel 1910, con l'aiuto di John Sloan e Walt Kuhn, Henri organizzò la Exhibition of The Independent Artists, la prima mostra senza giurati e senza premi negli Stati Uniti, che modellò sul Salon des Indépendants in Francia. Le opere erano appese in ordine alfabetico per sottolineare una filosofia egualitaria. La mostra fu molto ben frequentata, ma portò a poche vendite. Il rapporto tra Henri e Sloan, entrambi credenti nel realismo di Ashcan, in questo momento era stretto e produttivo. Kuhn avrebbe svolto un ruolo chiave nell'Armory Show del 1913. Il biografo William Innes Homer scrive: "L'enfasi di Henri sulla libertà e l'indipendenza nell'arte, come dimostrato nella Exhibition of Independent Artists, la sua confutazione di tutto ciò che l'Accademia Nazionale rappresentava, lo rende il padre ideologico dell'Armory Show".
Altri due spettacoli furono organizzati nel 1911 e nel 1912.
L'Armory Show, la prima introduzione americana su larga scala del modernismo europeo, fu un'esperienza mista per Henri. Espose cinque dipinti ma, come artista rappresentativo, capì naturalmente che il cubismo, il fauvismo e il futurismo implicavano una sfida al suo stile di creazione di immagini. In effetti aveva motivo di essere preoccupato. Un uomo, non ancora cinquantenne, che si vedeva all'avanguardia, stava per essere relegato al posto di un conservatore il cui momento era finito. Arthur B. Davies, organizzatore dello spettacolo e membro di The Eight, era particolarmente sdegnoso della preoccupazione di Henri che la nuova arte europea avrebbe messo in ombra il lavoro degli artisti americani. D'altra parte alcuni studiosi di Henri insistevano sul fatto che la reputazione che Henri si è guadagnato nelle storie successive come oppositore dell'Armory Show e del Modernismo in generale, era ingiustificata e sopravvalutava enormemente le sue obiezioni. Sottolineavano che Henri aveva un vivo interesse per la nuova arte e raccomandava ai suoi studenti di sfruttare le opportunità per studiarla. La storica dell'arte Sarah Vure osservò che "[già] nel 1910, Henri consigliava agli studenti di partecipare a una mostra di opere di Henri Matisse e due anni dopo li esortò a vedere il lavoro di Max Weber, uno dei più avanguardisti dell'arte americana moderna». Esortò il pittore Charles Sheeler a visitare la collezione di arte moderna di Albert C. Barnes in Pennsylvania.
Mai un conservatore, politicamente, Henri ammirava Emma Goldman, anarchica ed editrice di Mother Earth e insegnò dal 1911 alla Modern School. Goldman, che in seguito posò per un ritratto di Henri, lo descrisse come "un anarchico nella sua concezione dell'arte e del suo rapporto con la vita".

### Irlanda e Santa Fe
Henri fece diversi viaggi sulla costa occidentale dell'Irlanda e nel 1913 affittò Corrymore House vicino a Dooagh, un piccolo villaggio sulla Achill Island. Ogni primavera ed estate per gli anni successivi dipingeva i bambini di Dooagh. I ritratti di bambini di Henri, visti oggi come l'aspetto più sentimentale del suo corpus di opere, erano popolari all'epoca e vendevano bene. Nel 1924 acquistò Corrymore House. Durante le estati del 1916, 1917 e 1922, Henri si recò a Santa Fe, nel Nuovo Messico, per dipingere. Trovò quel luogo stimolante come lo era stata la campagna irlandese. Divenne una figura importante nella scena artistica di Santa Fe e convinse il direttore del New Mexico Museum of Art ad adottare una politica espositiva a porte aperte. Convinto anche i colleghi artisti George Bellows, Leon Kroll, John Sloan e Randall Davey a venire a Santa Fe. Nel 1918 fu eletto membro associato della Taos Society of Artists.

## Galleria d'immagini

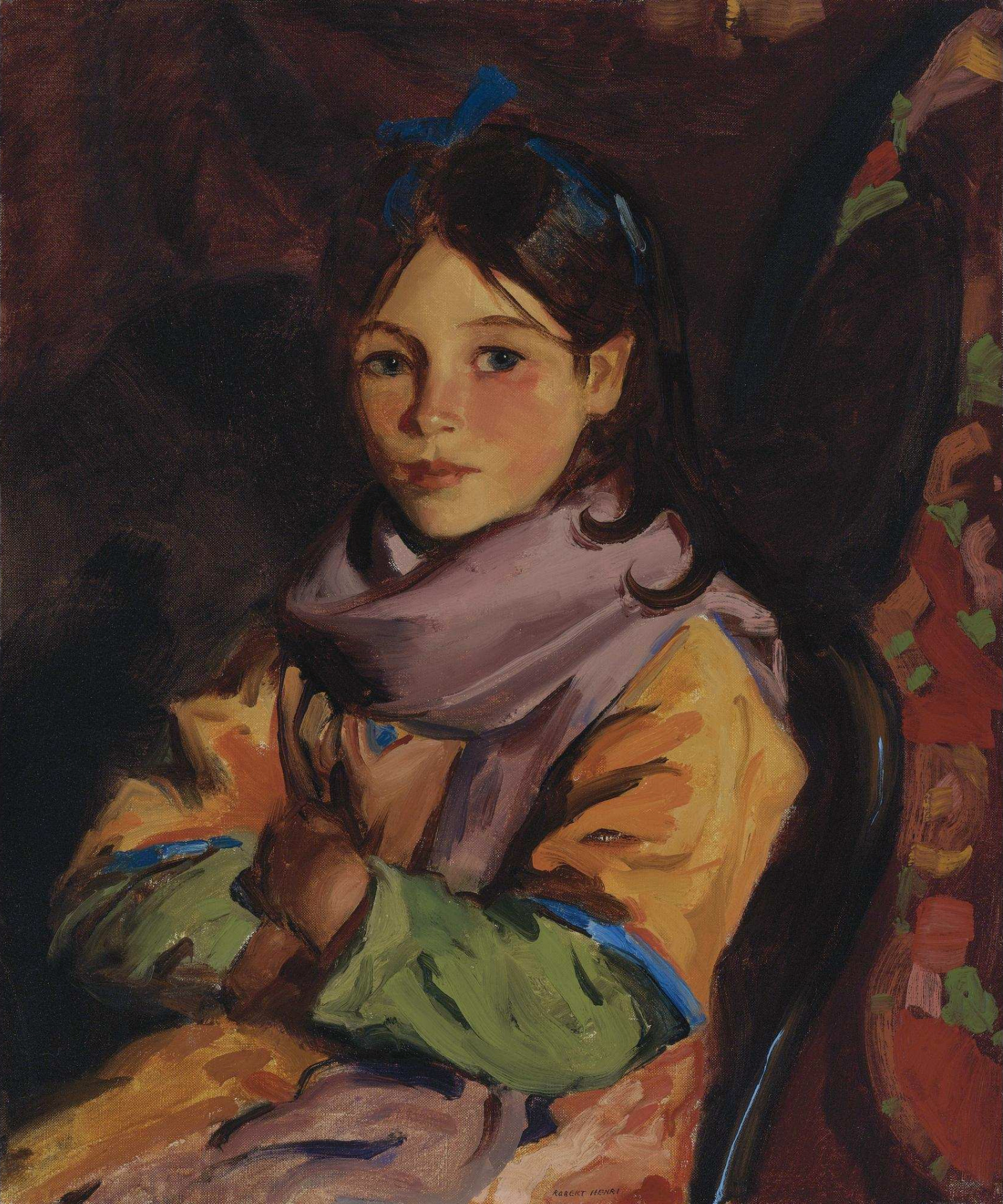
Mary Agnes, una dei figli di Dooagh (1924)
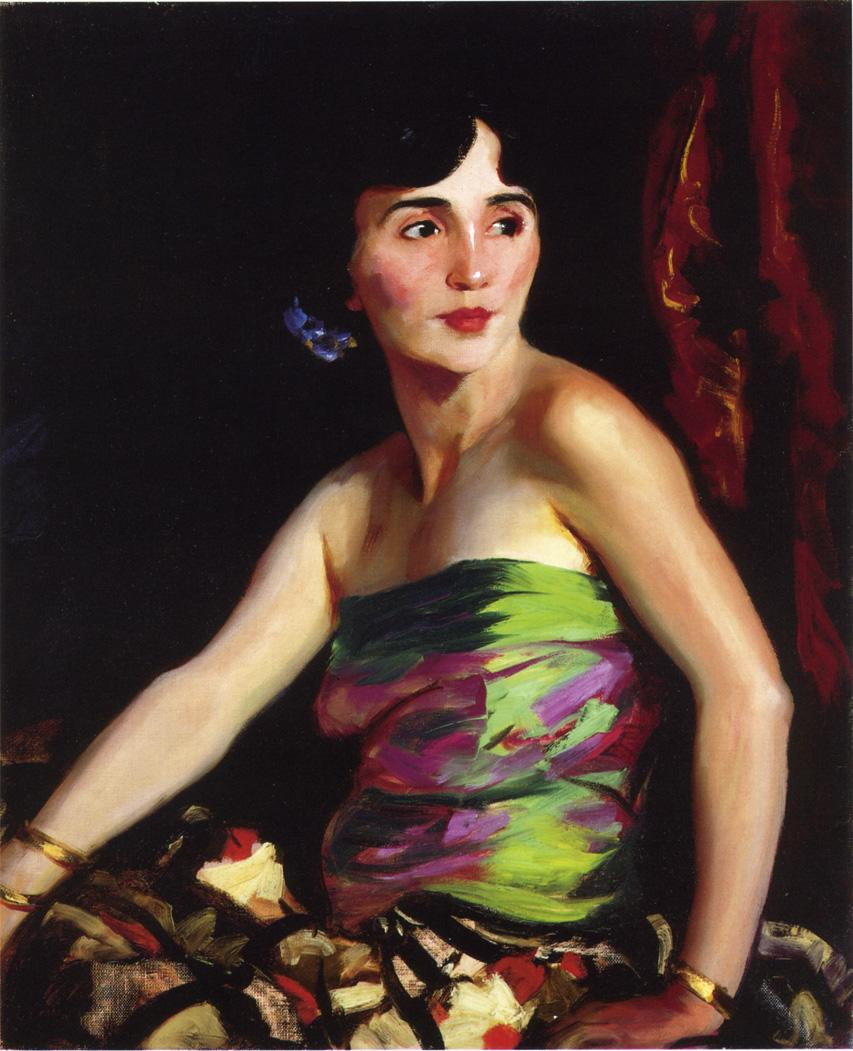
Isolina Maldonado (ballerina spagnola)
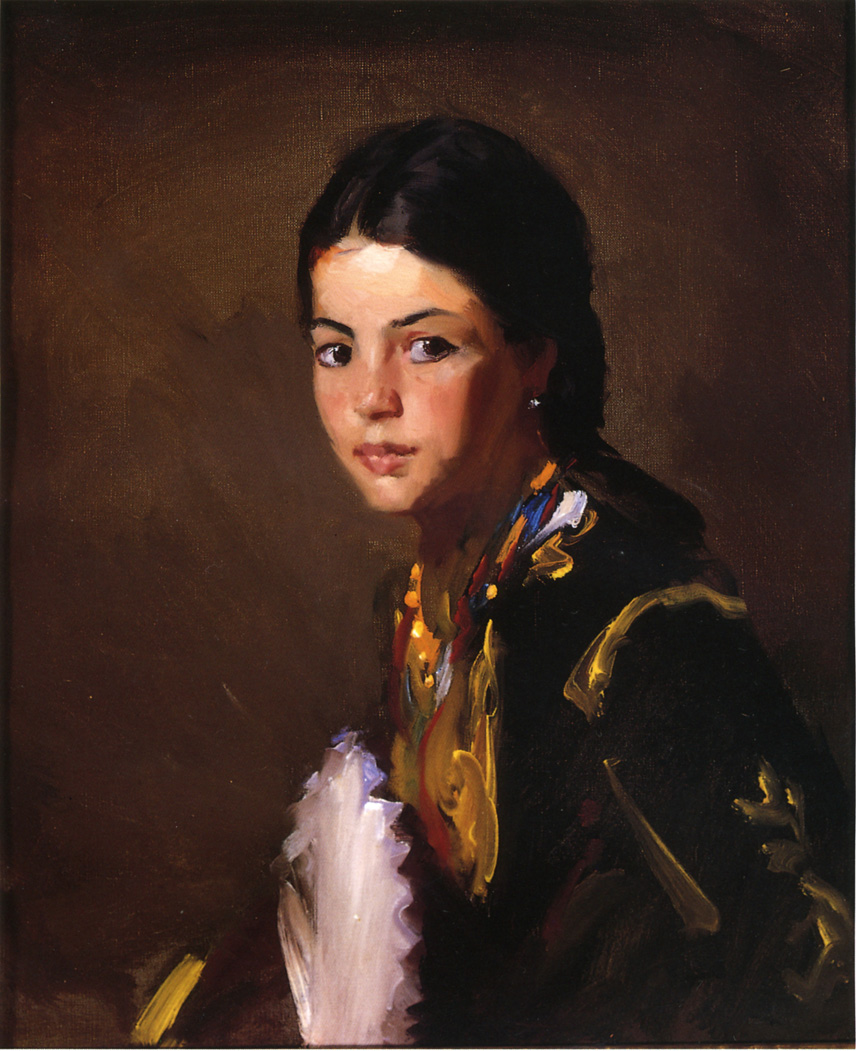
Ragazza di Segovia
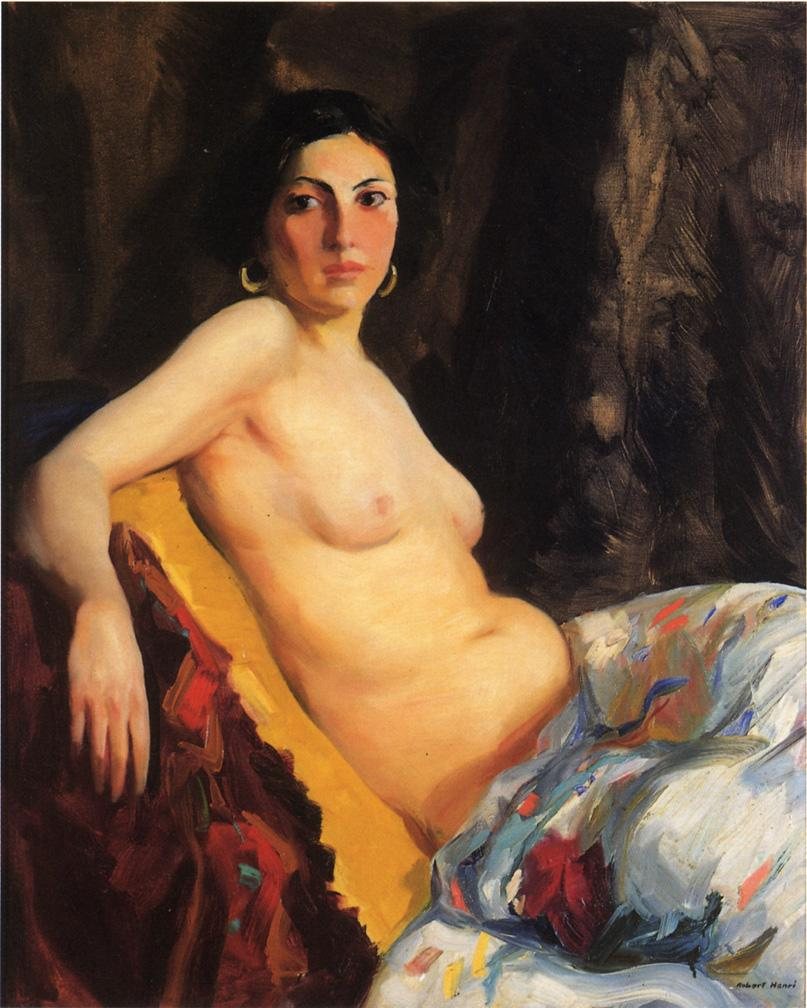
L'orientale
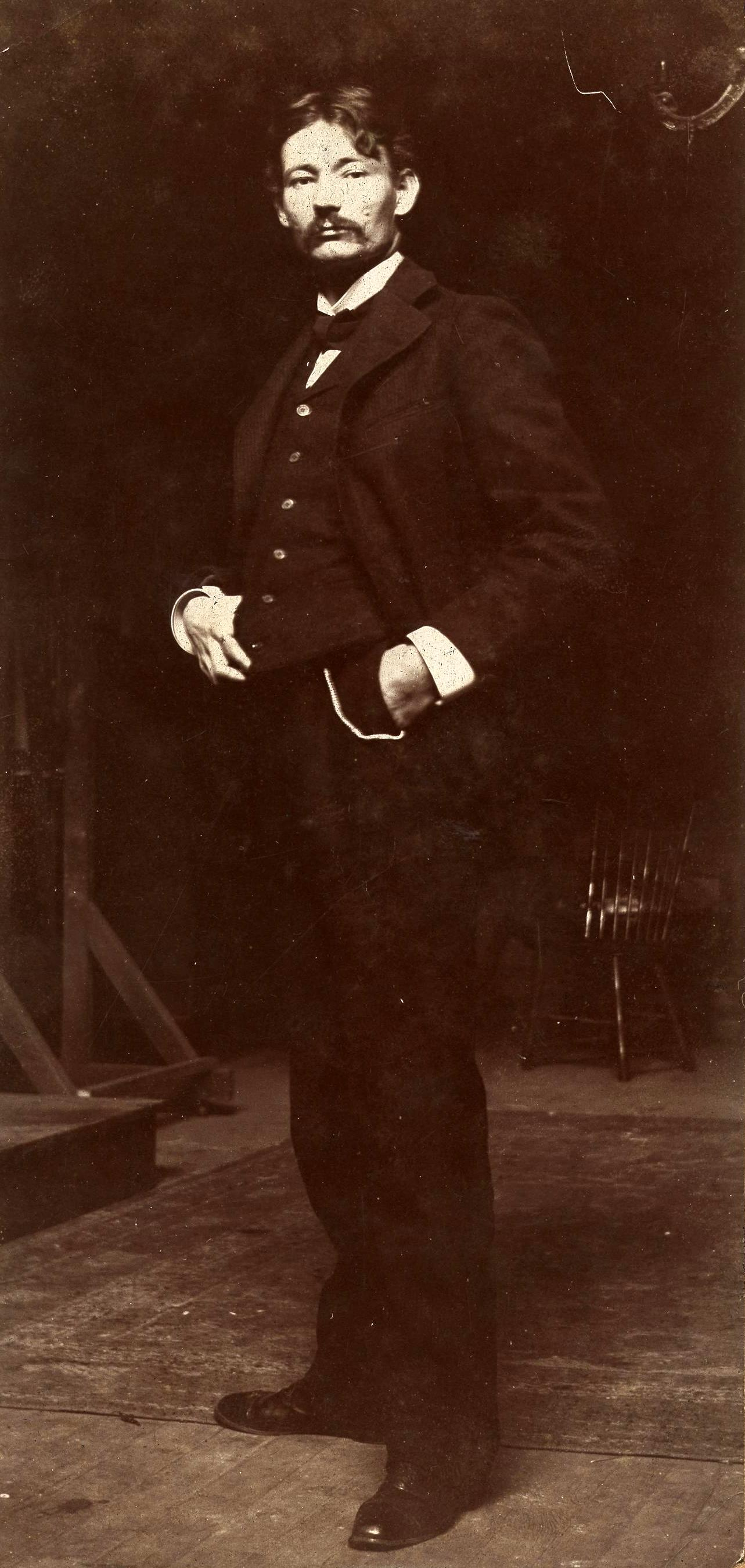
Robert Henri nel 1897
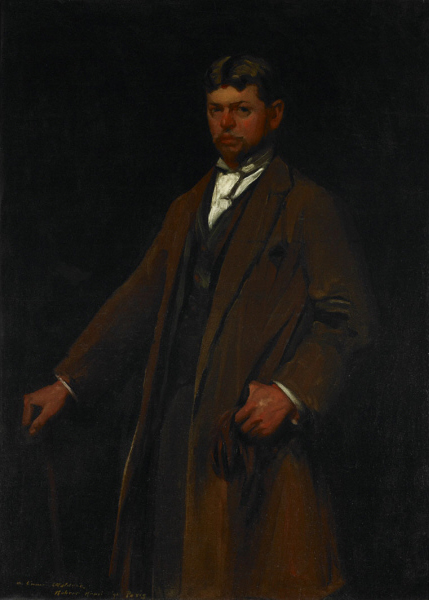
Ritratto di Carl Gustav Waldeck, 1896, Saint Louis Art Museum
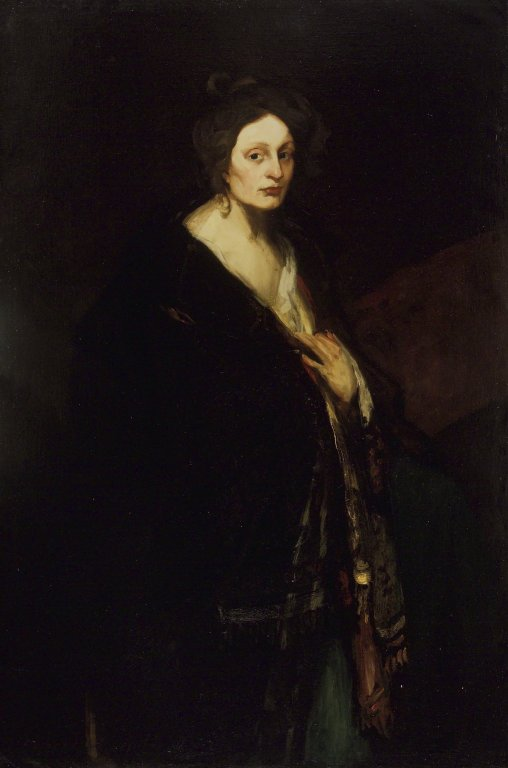
Donna col mantello, 1898, Brooklyn Museum
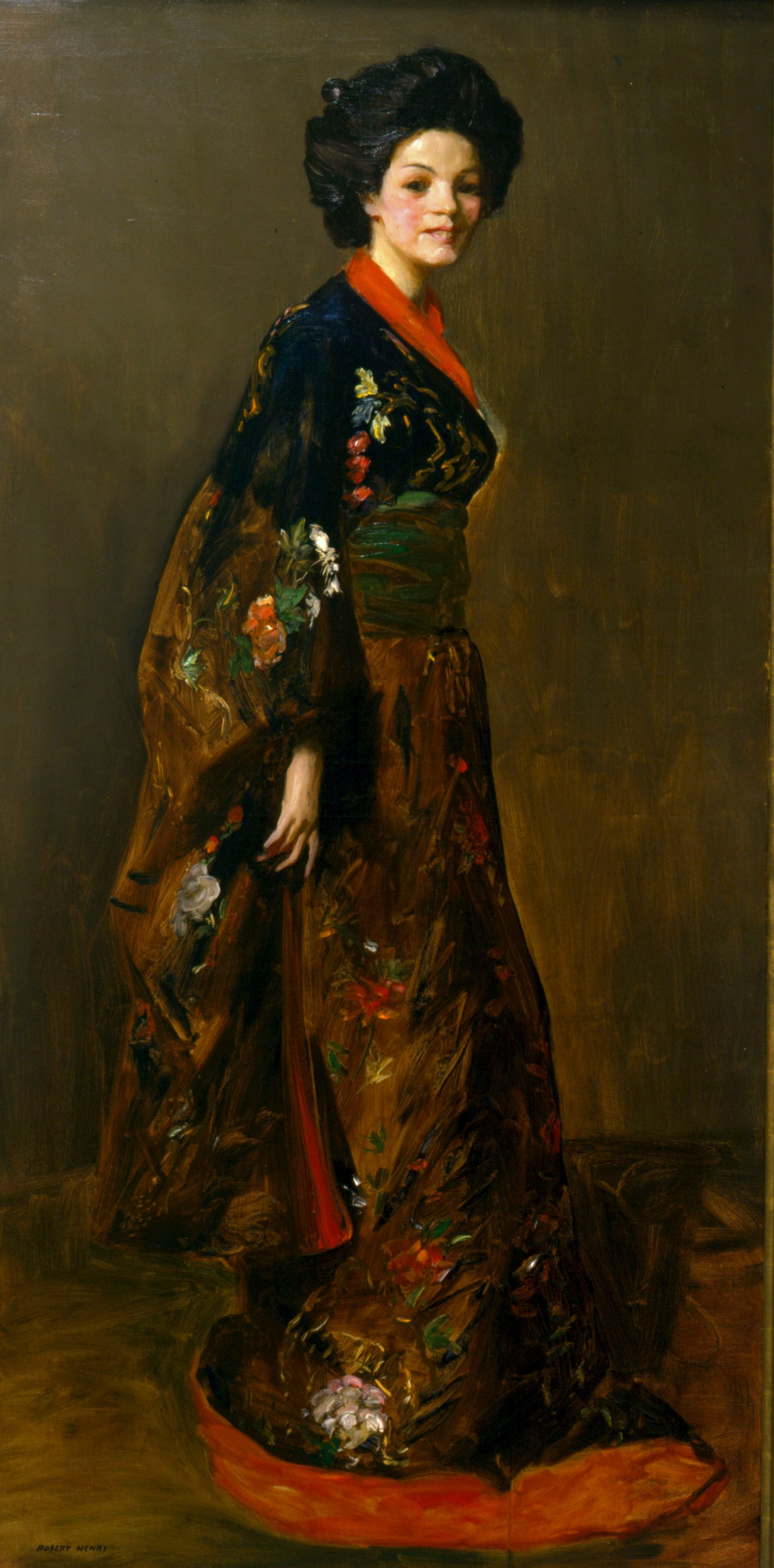
Il Kimono Blu, 1909, New Orleans Museum of Art
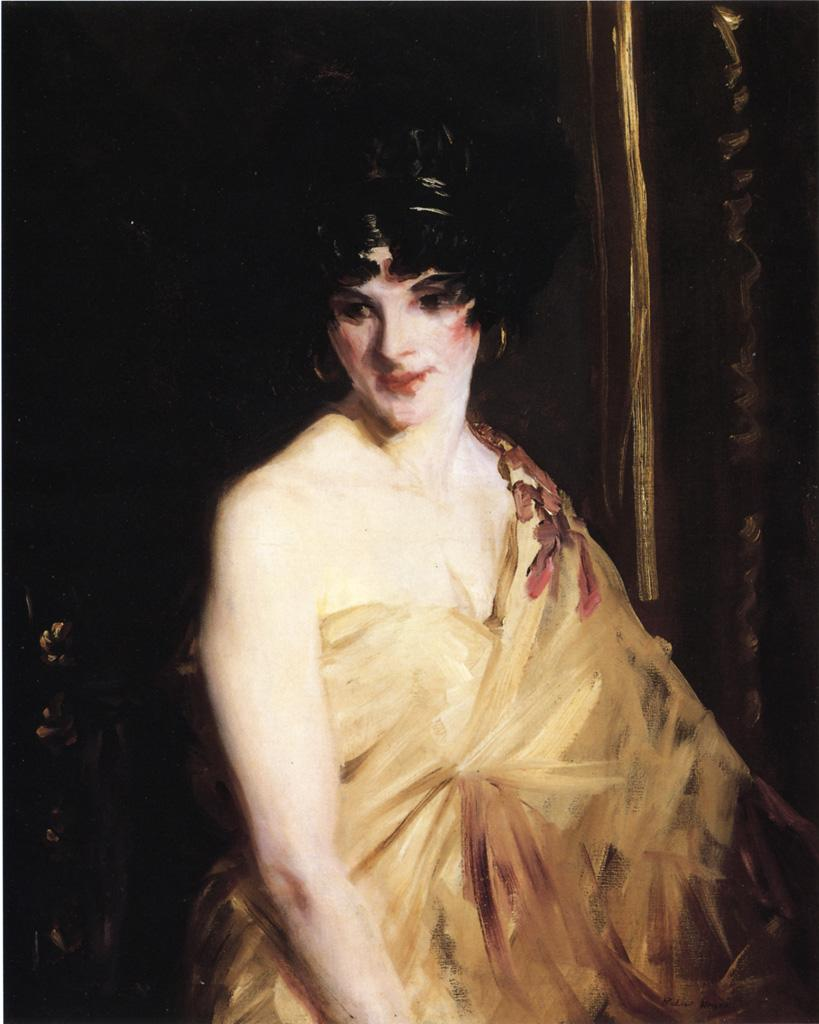
Il ballerino, 1910
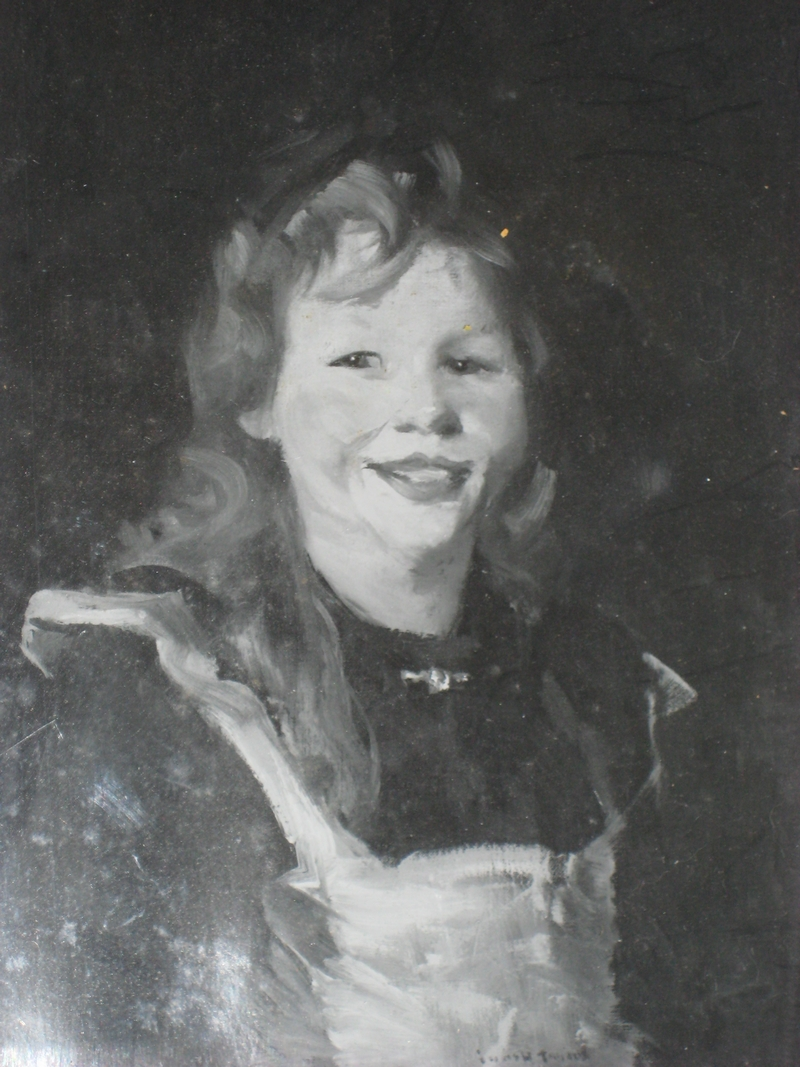
Ragazza olandese, 1910 (fotografia del 1910)
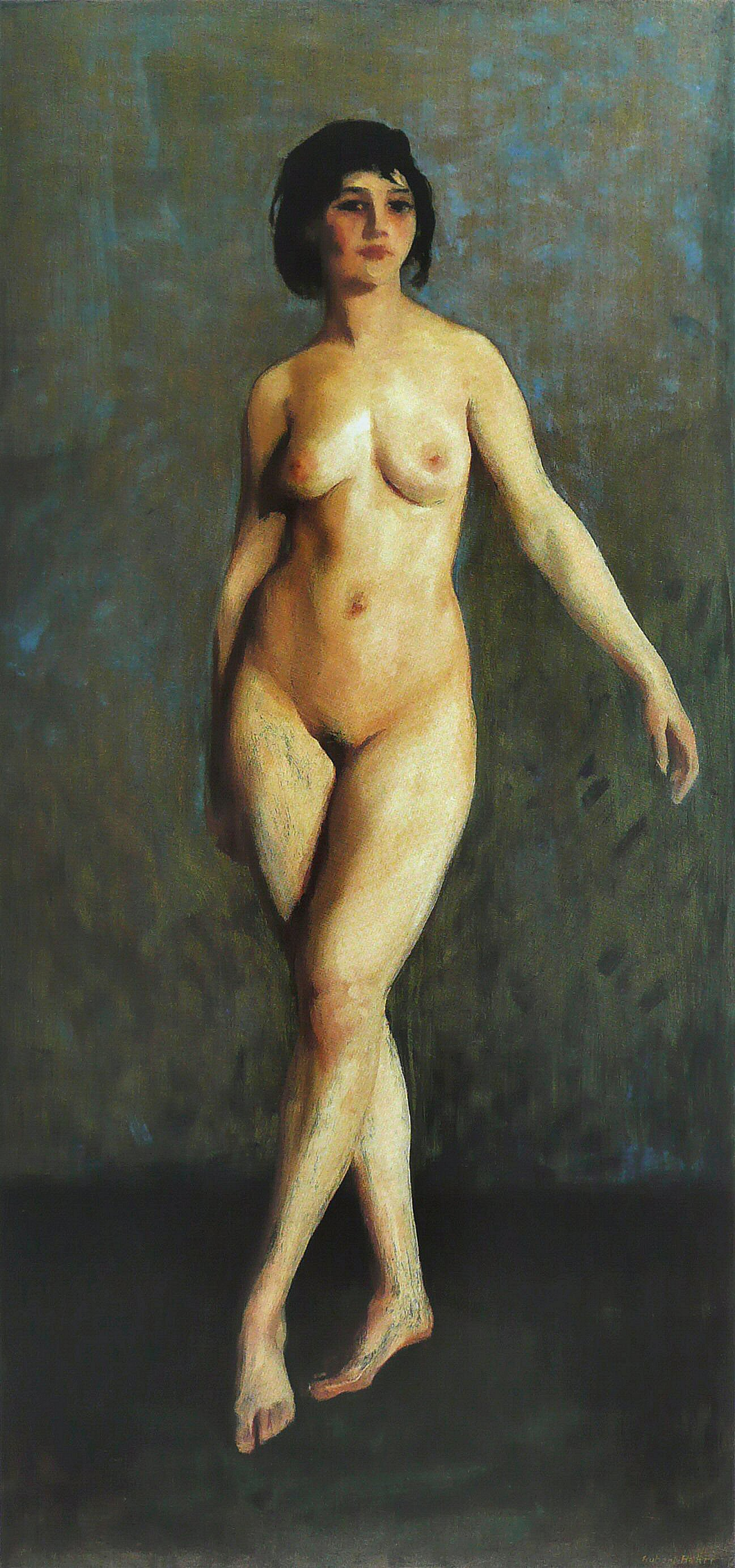
Figura in movimento, 1913
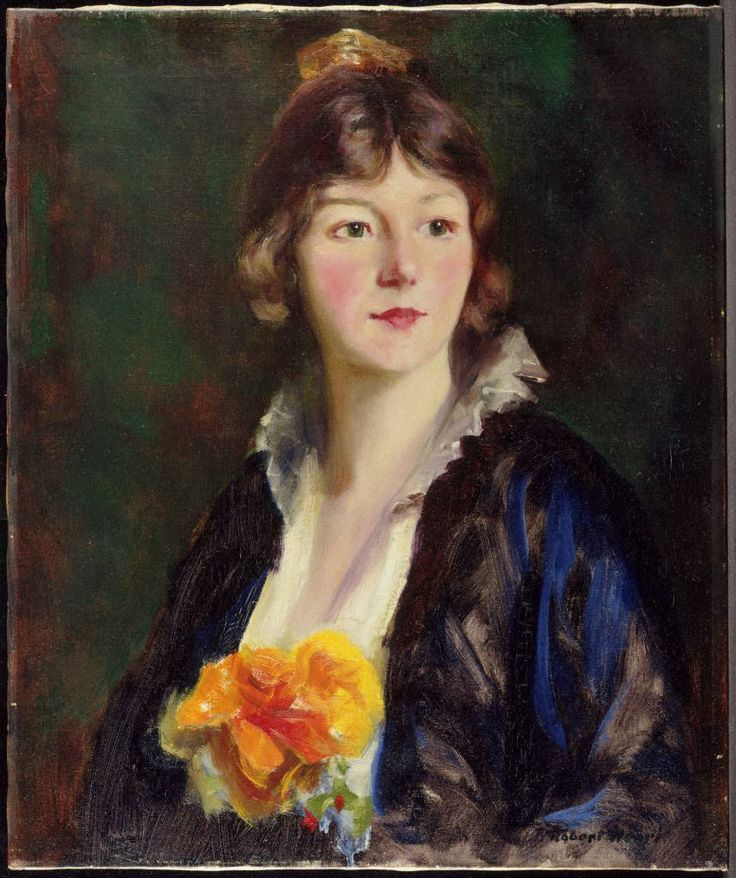
Mildred Clarke von Kienbusch, 1914, Princeton University Art Museum
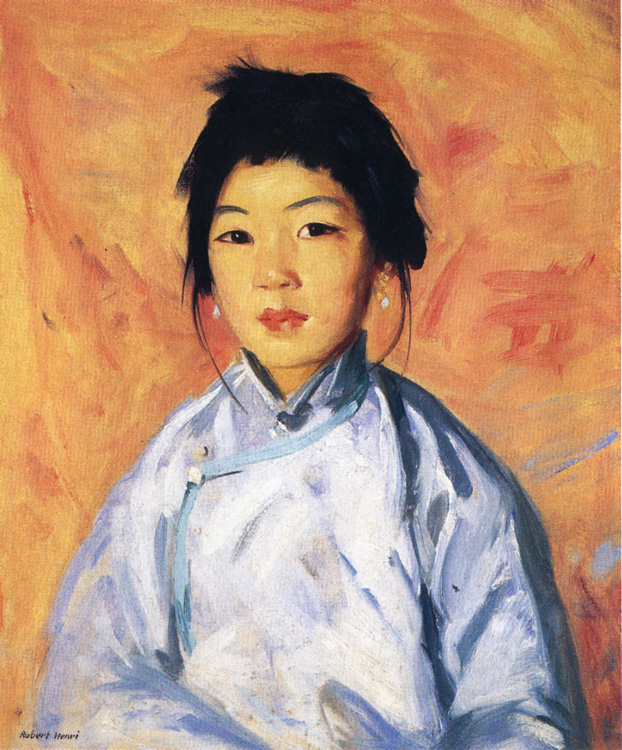
Tam Gan, 1914, Albright-Knox Art Gallery
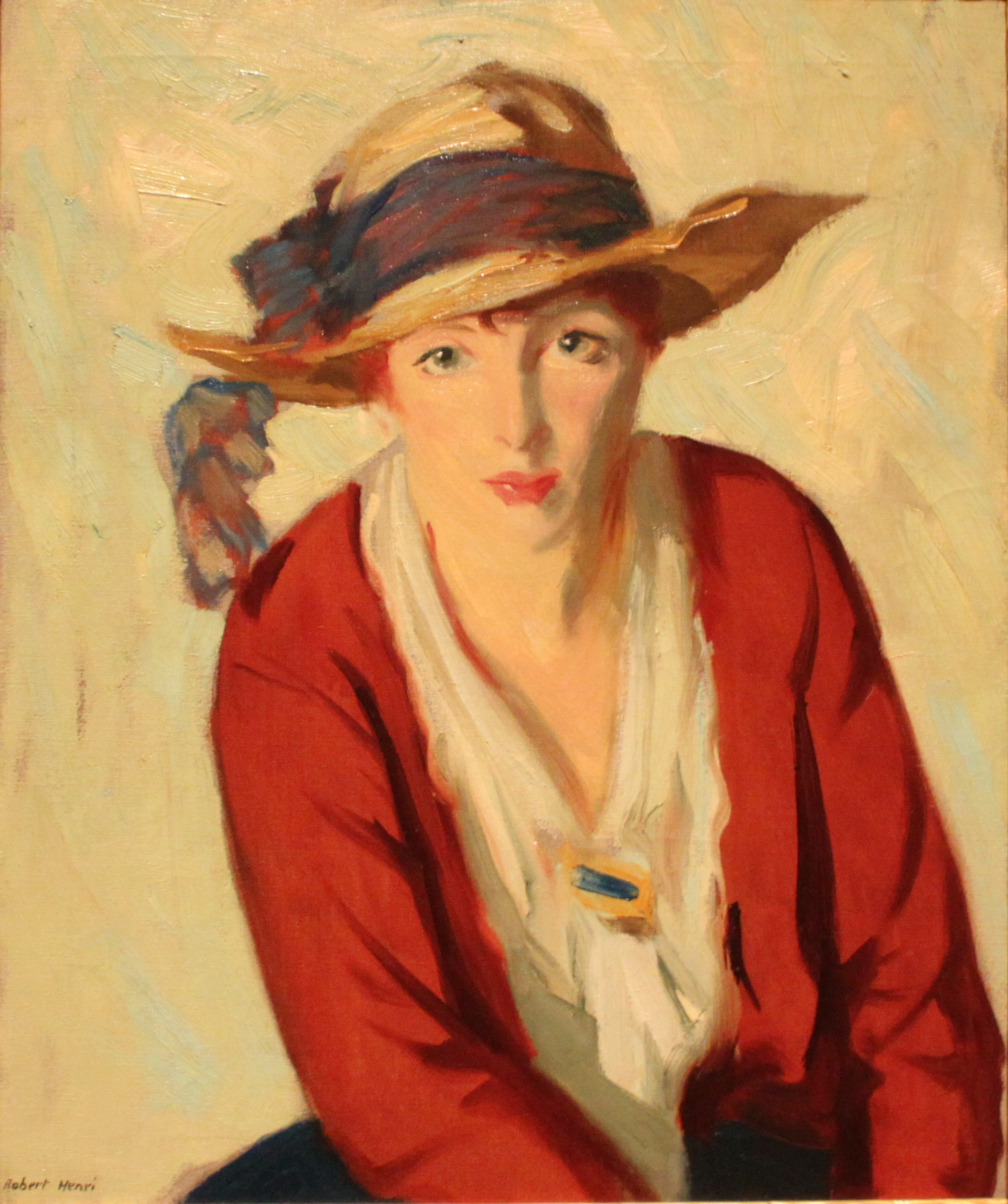
Il cappello da spiaggia, 1914, olio su tela, The Detroit Institute of Arts
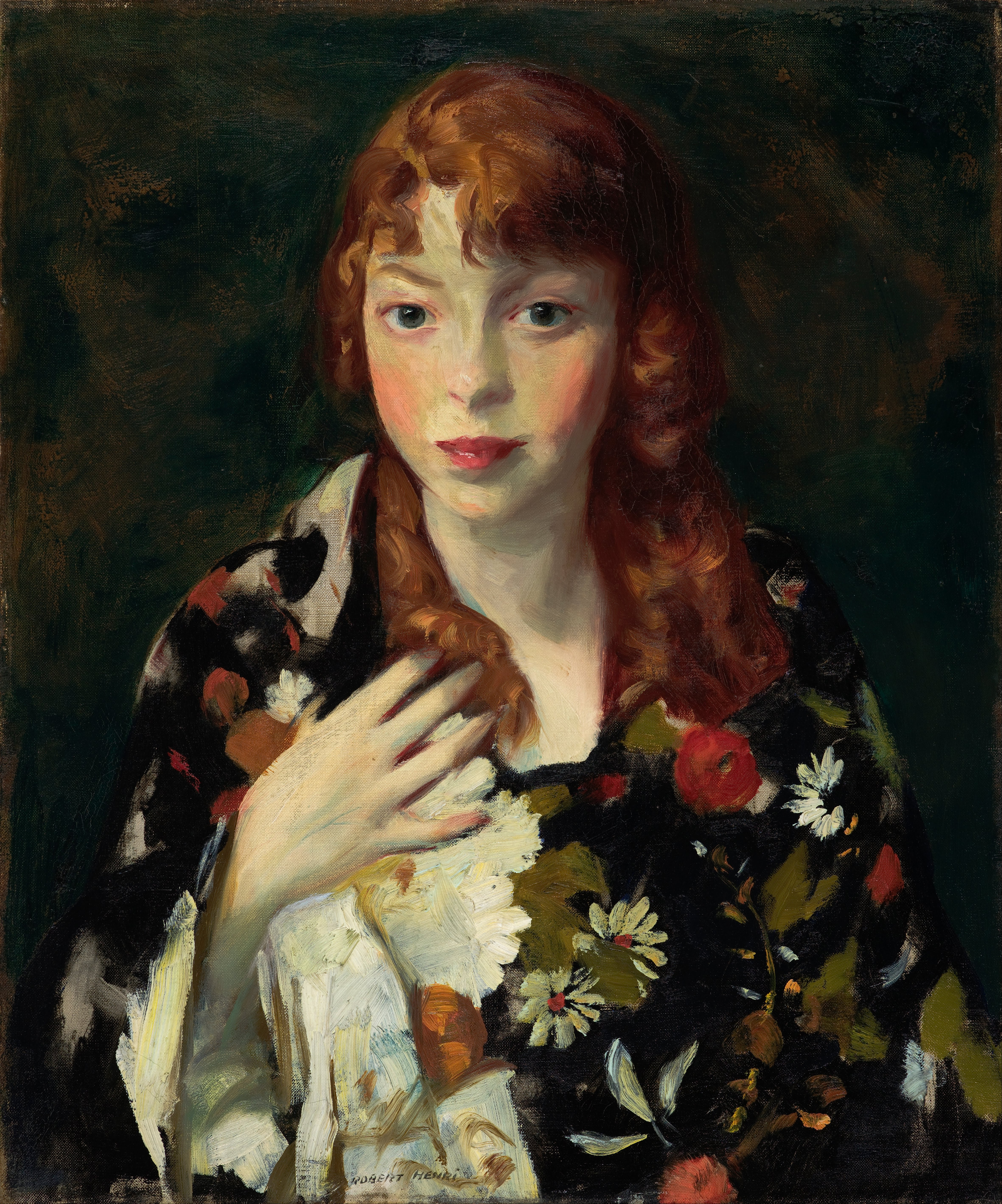
Edna Smith in una veste giapponese, 1915, Indianapolis Museum of Art
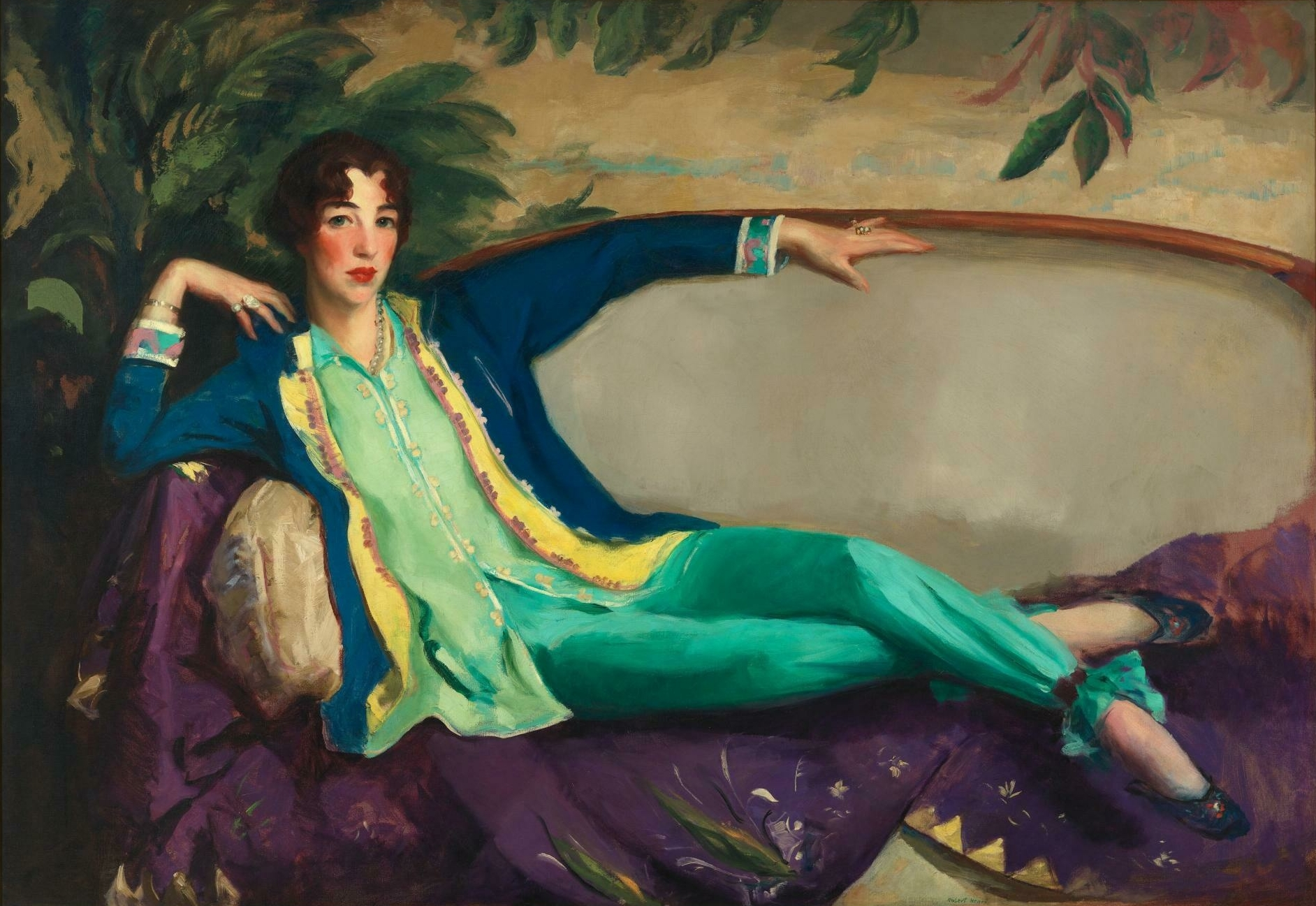
Gertrude Vanderbilt Whitney, 1916, Whitney Museum of American Art
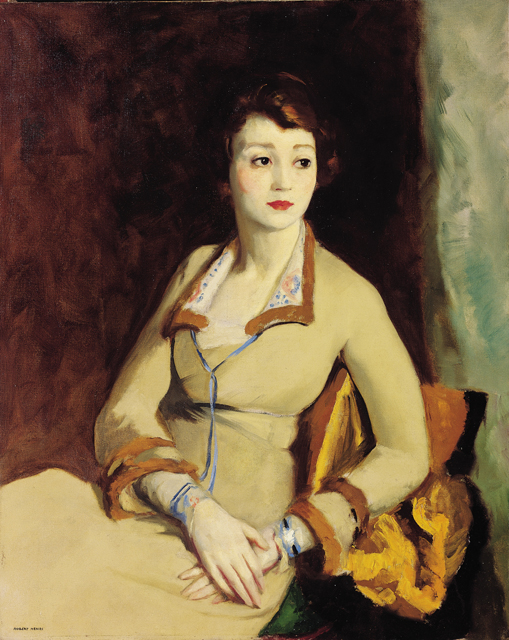
Ritratto di Fay Bainter, 1918
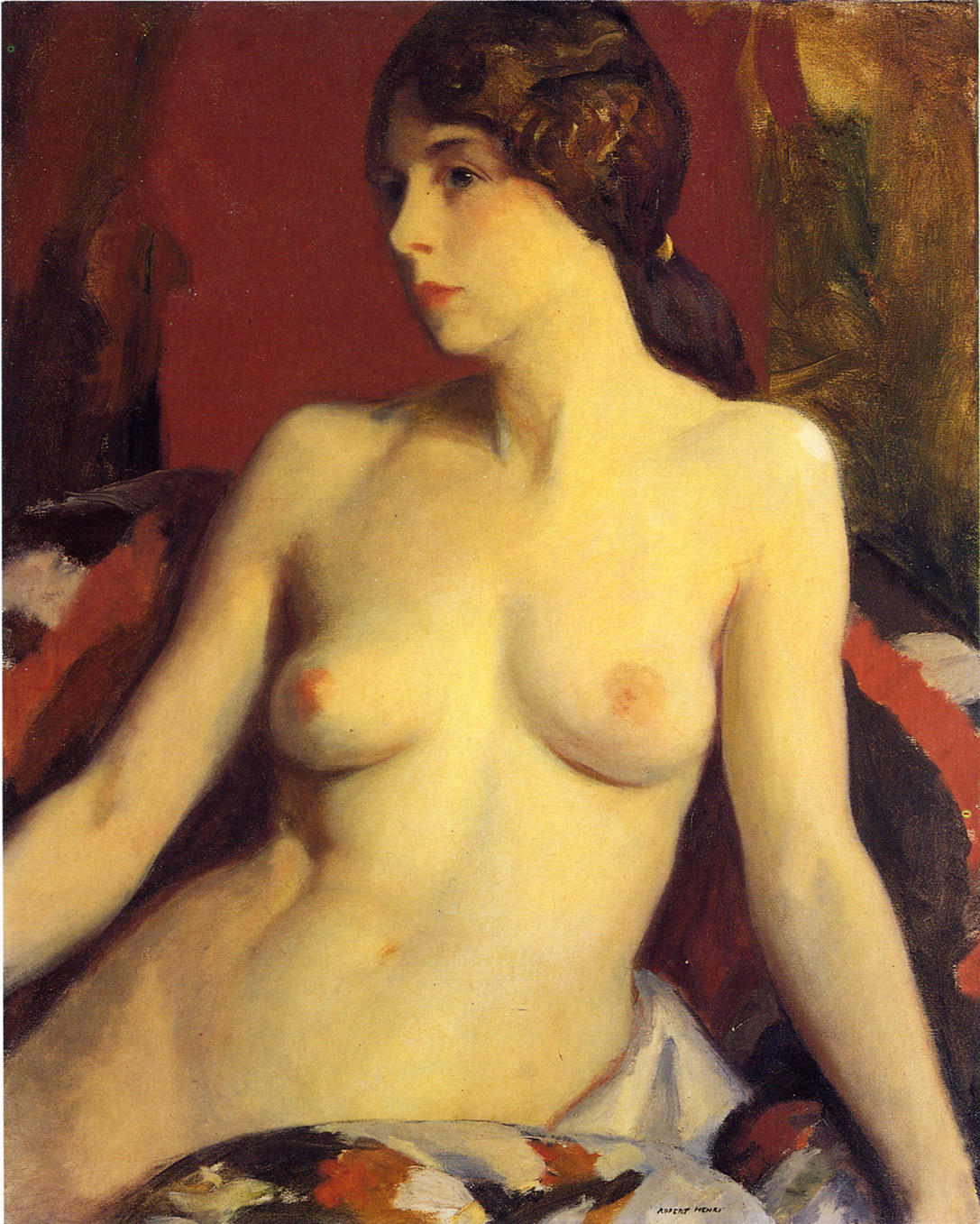
Mata Moana, 1920
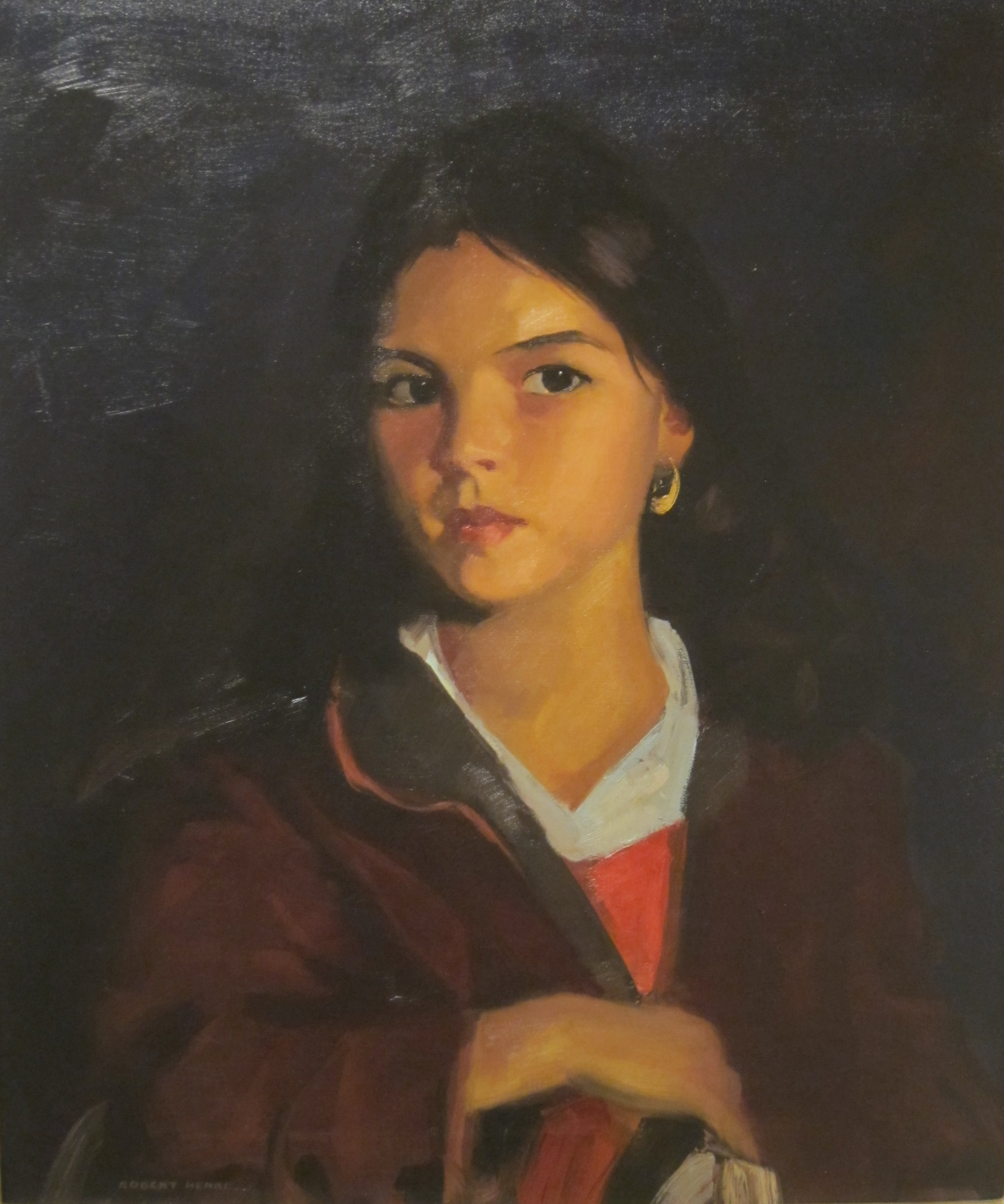
Bernardita, 1922
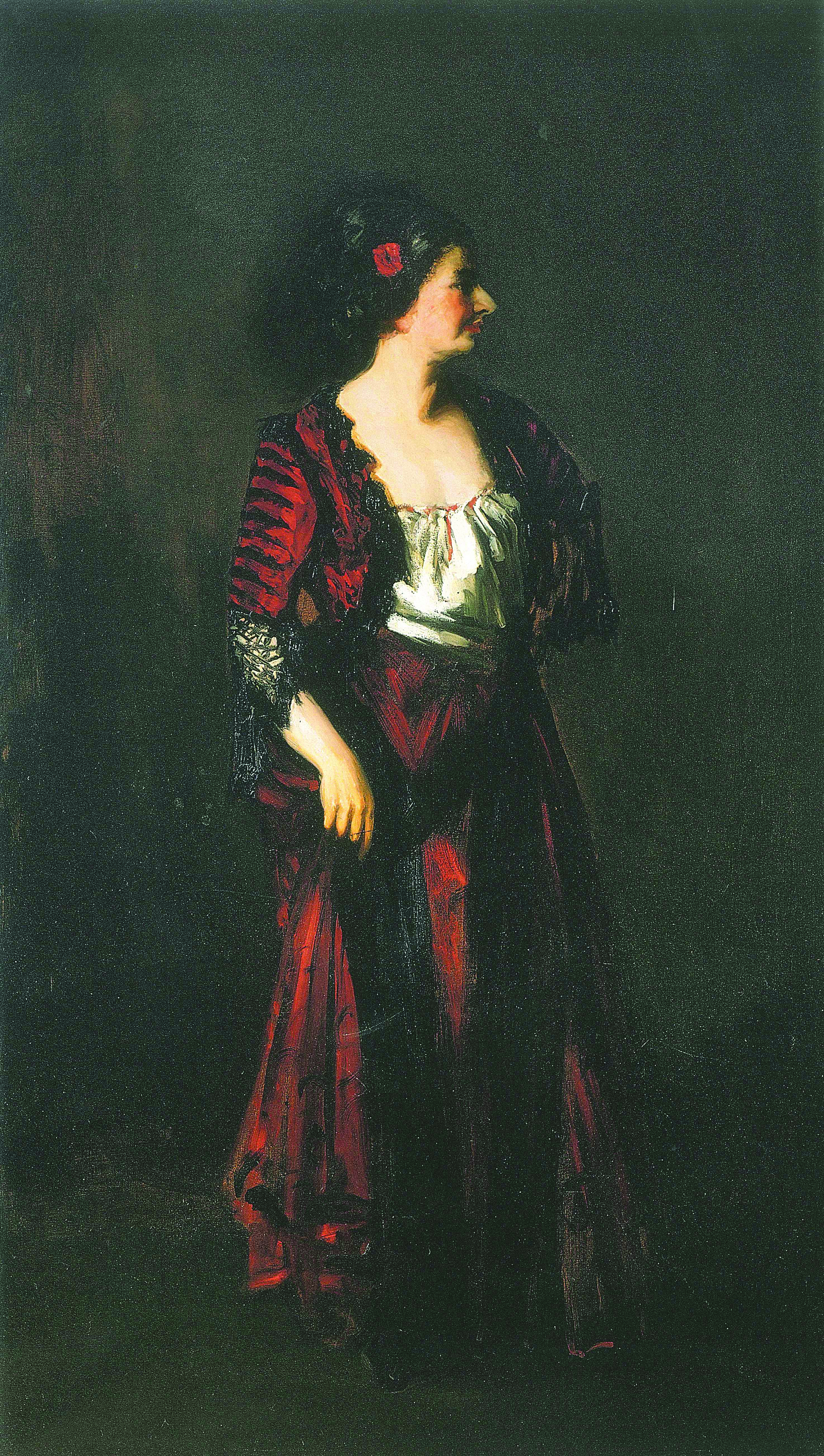
Ritratto di Eugenie Stein, 1906/1907, The National Arts Club